# Ben Guerir
Ben Guerir, Benguerir, Bin Garir, Bin Jarīr (em árabe: ابن جرير; em tifinague: ⴱⴻⵏ ⴳⴻⵔⵉⵔ) é uma cidade do centro de Marrocos, capital da província de Rehamna, que faz parte da região de Marraquexe-Safim. Em 2004 tinha 62 693 habitantes e estimava-se que em 2012 tivesse 84 290 habitantes.
Situa-se no eixo rodoviário que liga Casablanca a Marraquexe, 175 km a sul da primeira, 75 km a norte da segunda, e 140 km a leste de Safim. É conhecida principalmente como um centro de produção de fosfatos.
A região de que é capital, Rhamna ou Rehamna, deve o seu nome a uma tribo árabe local, originária do Iémen, que ali se estabeleceu a partir do século XVI. Os Rhamna são aparentados com os Banu Maqil, que contribuíram significativamente para a arabização do Magrebe. Eram nómadas que se dedicavam ao pastoreio de dromedários e, em menor escala, ao comércio com o As-Sudan (territórios do Sahel, situados a sul do Saara).
A Base Aérea de Ben Guerir, antigamente ao serviço dos Estados Unidos é um locais de aterragem de emergência (Transoceanic Abort Landing, TAL) do vaivém espacial (Space Shuttle) da NASA. A base situa-se 10 km a sul da cidade e foi construída em 1951 para o serviço dos bombardeiros nucleares estratégicos B-47 Stratojet e dos aviões de abastecimento Boeing KC-97 Stratotanker.
A economia da região depende fortemente da criação de ovinos e, pelo menos até à inauguração do troço da autoestrada Casablanca-Marraquexe, beneficiava do facto de ser uma paragem praticamente obrigatória para os viajantes dessa rota. Em 2007 havia grandes preocupações com a decadência económica e a alta taxa de desemprego na região, que muitos atribuíam em grande parte à autoestrada.